# Kelurahan Ujungmenteng
Kelurahan Ujungmenteng är en administrativ by i Indonesien.   Den ligger i provinsen Jakarta, i den västra delen av landet, 13 km öster om huvudstaden Jakarta.